# Cuenca Del Río Airés
Cuenca Del Río Airés este o arie protejată (arie specială de conservare — SAC, sit de importanță comunitară — SCI) din Spania întinsă pe o suprafață de 3.742 ha, integral pe uscat.

## Localizare
Centrul sitului Cuenca Del Río Airés este situat la coordonatele 42°33′30″N 0°06′18″E / 42.5582°N 0.105021°E.

## Înființare
Situl Cuenca Del Río Airés a fost declarat sit de importanță comunitară în mai 2000 pentru a proteja 1 specie de plante și 7 specii de animale. Situl a fost protejat și ca arie specială de conservare în februarie 2021.

## Biodiversitate
Situată în ecoregiunile alpină și mediteraneană, aria protejată conține 14 habitate naturale: Păduri iberice de Quercus faginea și Quercus canariensis, Păduri de pin (sub-) mediteraneene cu pini negri endemici, Pajiști silicioase din Pirinei cu Festuca eskia, Pante stâncoase calcaroase cu vegetație casmofită, Păduri de fag din Europa Centrală dezvoltate pe sol calcaros cu Cephalanthero-Fagion, Păduri de Quercus ilex și Quercus rotundifolia, Pajiști umede mediteraneene cu ierburi înalte de Molinio-Holoschoenion, Liziere de ierburi înalte hidrofile de câmpie și de nivel montan până la alpin, Pajiști uscate seminaturale și facies de acoperire cu tufișuri pe substraturi calcaroase (Festuco-Brometalia) (* situri importante pentru orhidee), Lande oro-mediteraneene cu formațiuni endemice de grozamă, Pajiști alpine și subalpine calcaroase, Păduri montane și subalpine de Pinus uncinata (* dezvoltate pe substrat gipsos sau calcaros), Grohotișuri termofile și vest-mediteraneene, Râuri de munte și vegetația lor lemnoasă cu Salix elaeagnos.
La baza desemnării sitului se află mai multe specii protejate:
- plante (1): Androsace pyrenaica
- mamifere (3): vidră de râu (Lutra lutra), liliac cărămiziu (Myotis emarginatus), liliacul mic cu potcoavă (Rhinolophus hipposideros)
- nevertebrate (3): Graellsia isabellae, rădașcă (Lucanus cervus), Rosalia alpina
- pești (1): Parachondrostoma miegii

Pe lângă speciile protejate, pe teritoriul sitului au mai fost identificate 12 specii de plante, 28 de specii de păsări, 3 specii de amfibieni, 6 specii de mamifere, 2 specii de nevertebrate, 4 specii de pești, 1 specie de reptile.